# Coutouvre
Coutouvre é uma comuna francesa na região administrativa de Auvérnia-Ródano-Alpes, no departamento de Loire. Estende-se por uma área de 21,87 km². Em 2010 a comuna tinha 1 117 habitantes (densidade: 51,1 hab./km²).